# Кохоку (Сіґа)
Ко́хоку (яп. 湖北町, кохоку тьо ) — містечко в Японії, у північно-східній частині префектури Сіґа. Засноване 1954 року шляхом злиття таких населених пунктів:
- села Одані повіту Хіґасіадзаї (東浅井郡小谷村)
- села Хаямідзу (速水村)

Кохоку відоме руїнами замку Одані, резиденції відомого самурайського полководця 16 століття Адзаї Наґамаси.